# Pitcairnia encholirioides
Pitcairnia encholirioides är en gräsväxtart som beskrevs av Lyman Bradford Smith. Pitcairnia encholirioides ingår i släktet Pitcairnia och familjen Bromeliaceae. Inga underarter finns listade i Catalogue of Life.